# Animacja poklatkowa

Prosta animacja poklatkowa wykorzystująca 40 zdjęć sceny zbudowanej z klocków Lego.

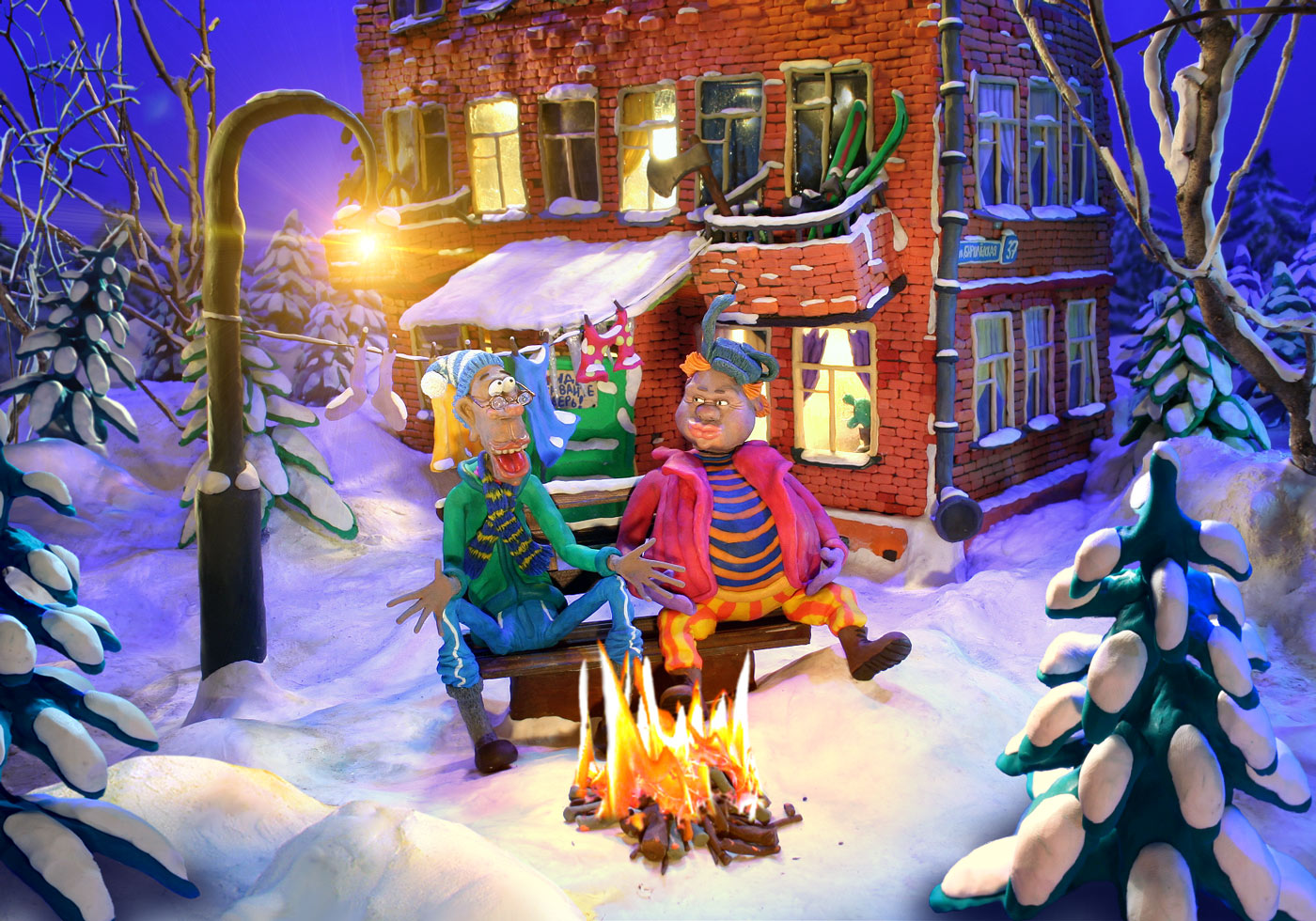
Klatka animacji plastelinowej (scena)

Animacja poklatkowa (ang. stop motion) – animacja stworzona na podstawie klatek będących zdjęciami.
Animator do zrobienia każdej klatki przekształca nieznacznie obiekty – zmienia ich położenie względem nieruchomego tła lub innych animowanych obiektów (obiektem może być dowolny kształt linearny, płaski, albo przestrzenny). Po połączeniu klatek animowane obiekty wyświetlane w formie filmu sprawiają wrażenie ruchu. Jednym z prekursorów animacji, który przyczynił się do rozwoju techniki poklatkowej, był Léon Gaumont, który w roku 1900 uzyskał francuski patent na animację poklatkową, a w 1932 założona przez niego wytwórnia uzyskała patent międzynarodowy.
Poklatkowa technika realizacji to metoda rejestracji obrazu wykorzystywana głównie w klasycznym filmie animowanym oraz w filmach naukowych (za jej pomocą rejestruje się np. wzrost roślin, ruch ciał niebieskich, zmiany zachodzące w organizmie; proces, który w rzeczywistości trwa kilka dni lub tygodni, zostaje skrócony do kilkudziesięciu sekund) i edukacyjnych.